# کلرو
کلر الیزابت کاتریل (به انگلیسی: Claire Elizabeth Cottrill؛ زادهٔ ۱۸ اوت ۱۹۹۸)، که بیشتر با نام هنری‌اش کلرو (به انگلیسی: Clairo) شناخته می‌شود، خواننده-ترانه‌پرداز آمریکایی است. او در آتلانتا، جورجیا زاده شده و در کارلایل، ماساچوست بزرگ شد، وی در ۱۳ سالگی شروع به پست کردن آهنگ در اینترنت کرد.
کلرو با وایرال شدن و موفقیت موزیک ویدئوی آهنگ «دختر زیبا» در سال ۲۰۱۷ به شهرت دست یافت. او پس از آن با فیدر لیبل قرارداد ضبط بست، و در آنجا در سال ۲۰۱۸ اولین ئی‌پی خود را به نام دفتر خاطرات ۰۰۱ منتشر کرد. اولین آلبوم استودیویی او ایمنی با استقبال منتقدین روبرو شد و شامل دو تک‌آهنگ به نام‌های «کیف‌ها» و «سوفیا» بود، که دومی به اولین تک‌آهنگ وی در چارت بیلبورد هات ۱۰۰ تبدیل شد.

## اوایل زندگی
کلر کاتریل در آتلانتا، جورجیا زاده شد؛ و با این وجود، او در کارلایل، ماساچوست بزرگ شد. وی دختر مدیر بازاریابی، جف کاتریل است.

## زندگی شخصی

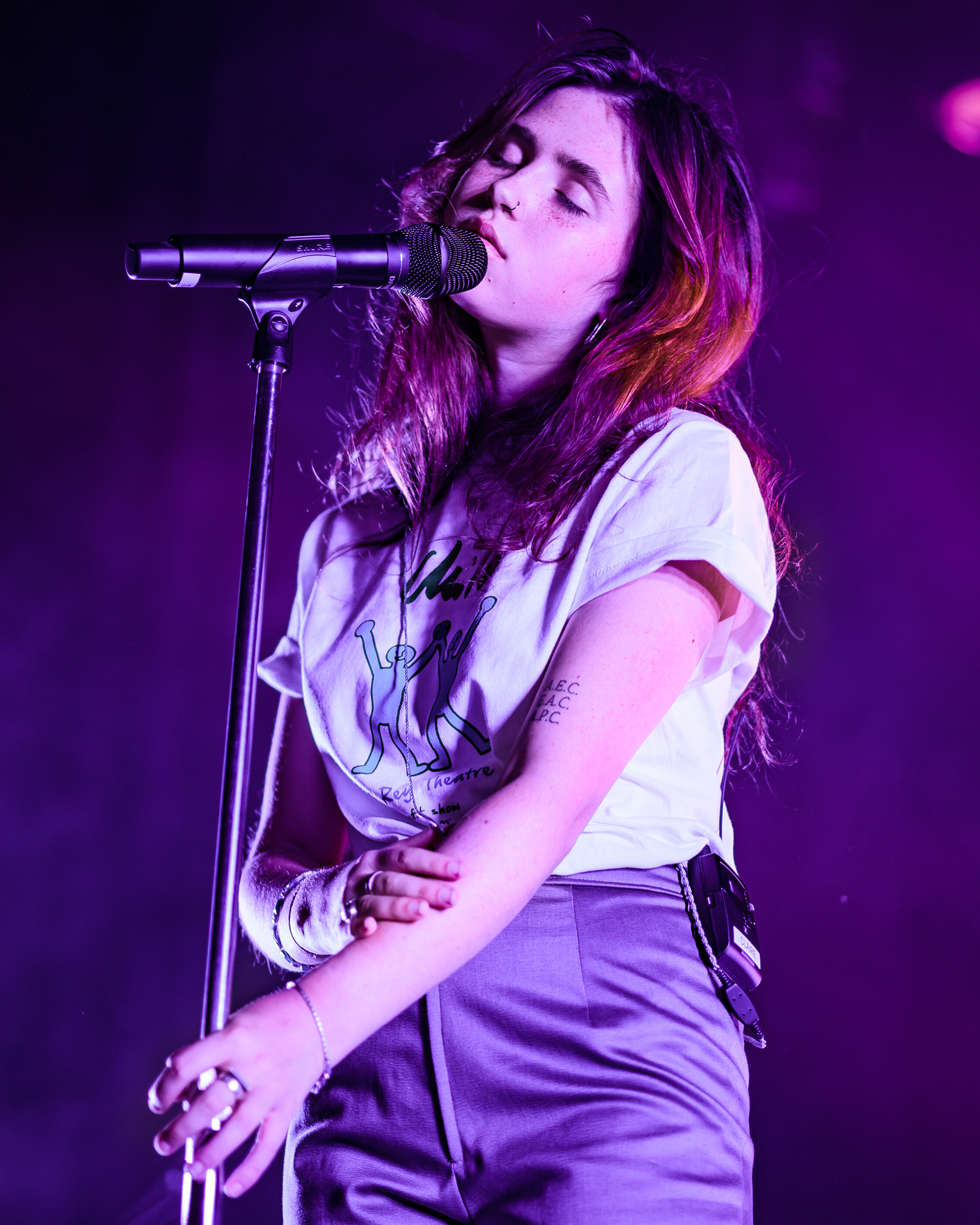
کلر الیزابت کاتریل

در ۲۰۱۷، کاتریل شروع به تحصیل کردن در دانشگاه سیراکیوس کرد.
وقتی که ۱۷ سالش بود، مشخص شد که کاتریل به بیماری آرتریت ایدیوپاتیک جوانان مبتلاست. در مه ۲۰۱۸، کاتریل دوجنس‌گرایی خود را در میان طرفدارانش در توئیتر آشکار کرد. در یک مصاحبه، وی توضیح داد که دوست یابی در دانشگاه همان چیزی است که به او کمک کرد که آن را آشکار کند، زیرا آنان علناً همجنس‌گرا بودند و از «اعتماد به نفس و تمایل آنان جهت آشکارسازی» الهام گرفته بود.
پس از موفقیت «دختر زیبا»، تعدادی از کاربران شبکه‌های اجتماعی (به‌ویژه در بحث وبگاه ردیت) ادعا می‌کردند که کلرو یک «کالای صنعتی» است که از طریق پدرش و با خویشاوندسالاری به موفقیت دست یافته‌است. وی این ادعاها را تکذیب کرد، و آنها را جنسیتی دانست. همچنین نویسندگان نشریاتی مانند گاردین و رینگر اظهار نظر کردند که ممکن است ارتباطات پدرش، بستن قرارداد ضبط را برایش مجهز کرده باشد.

## آلبوم‌شناسی
- ایمنی (۲۰۱۹)
- زنجیر (۲۰۲۱)
- جذابیت (۲۰۲۴)

## جایزه‌ها و نامزدی‌ها
| سال  | سازمان              | جایزه                      | اثر             | نتیجه    | منبع.         |
| ---- | ------------------- | -------------------------- | --------------- | -------- | ------------- |
| ۲۰۱۸ | جوایز موسیقی بوستون | هنرمند سال                 | خودش            | نامزدشده | [ ۱۴ ] [ ۱۵ ] |
| ۲۰۱۸ | جوایز موسیقی بوستون | هنرمند پاپ سال             | خودش            | برنده    | [ ۱۴ ] [ ۱۵ ] |
| ۲۰۱۸ | جوایز موسیقی بوستون | آلبوم/ئی‌پی سال             | دفتر خاطرات ۰۰۱ | نامزدشده | [ ۱۴ ] [ ۱۵ ] |
| ۲۰۱۹ | جوایز موسیقی بوستون | هنرمند سال                 | خودش            | نامزدشده | [ ۱۶ ] [ ۱۷ ] |
| ۲۰۱۹ | جوایز موسیقی بوستون | هنرمند پاپ سال             | خودش            | برنده    | [ ۱۶ ] [ ۱۷ ] |
| ۲۰۱۹ | جوایز موسیقی بوستون | آلبوم سال                  | ایمنی           | برنده    | [ ۱۶ ] [ ۱۷ ] |
| ۲۰۱۹ | جوایز موسیقی بوستون | آهنگ سال                   | «کیف‌ها»         | نامزدشده | [ ۱۶ ] [ ۱۷ ] |
| ۲۰۱۹ | بی‌بی‌سی!             | داغ‌ترین ضبط سال            | «کیف‌ها»         | پنجم     | [ ۱۸ ]        |
| ۲۰۲۰ | جوایز ان‌ام‌ای        | بهترین آهنگ در جهان        | «کیف‌ها»         | نامزدشده | [ ۱۹ ]        |
| ۲۰۲۰ | جوایز ان‌ام‌ای        | بهترین هنرمند جدید در جهان | خودش            | برنده    | [ ۱۹ ]        |